# Mike Nugent (amerikansk fodboldspiller)
 For alternative betydninger, se Mike Nugent. (Se også artikler, som begynder med Mike Nugent)
Mike Nugent (født 2. marts 1982 i Centerville, Ohio, USA) er en amerikansk footballspiller, der spiller i NFL som place kicker for New England Patriots. Nugent kom ind i ligaen i 2005, og har tidligere optrådt for New York Jets, Tampa Bay Buccaneers og Arizona Cardinals, og Cincinnati Bengals.

## Klubber
- 2005-2008: New York Jets
- 2009: Tampa Bay Buccaneers
- 2009: Arizona Cardinals
- 2010-: Cincinnati Bengals
- 2019: New England Patriots